# Billy Sherrill
Billy Sherrill, född 5 november 1936 i Phil Campbell, Alabama, död 4 augusti 2015 i Nashville, Tennessee, var en amerikansk låtskrivare och producent inom countrymusiken. Han arbetade med en lång rad kända musiker, bland annat Tammy Wynette, som han 1968 skrev sången "Stand by Your Man" tillsammans med. Han skrev "Elusive Dreams" tillsammans med Curly Putman som sjöngs i duett av Nancy Sinatra och Lee Hazlewood 1966.